# Johann Jacob Pock

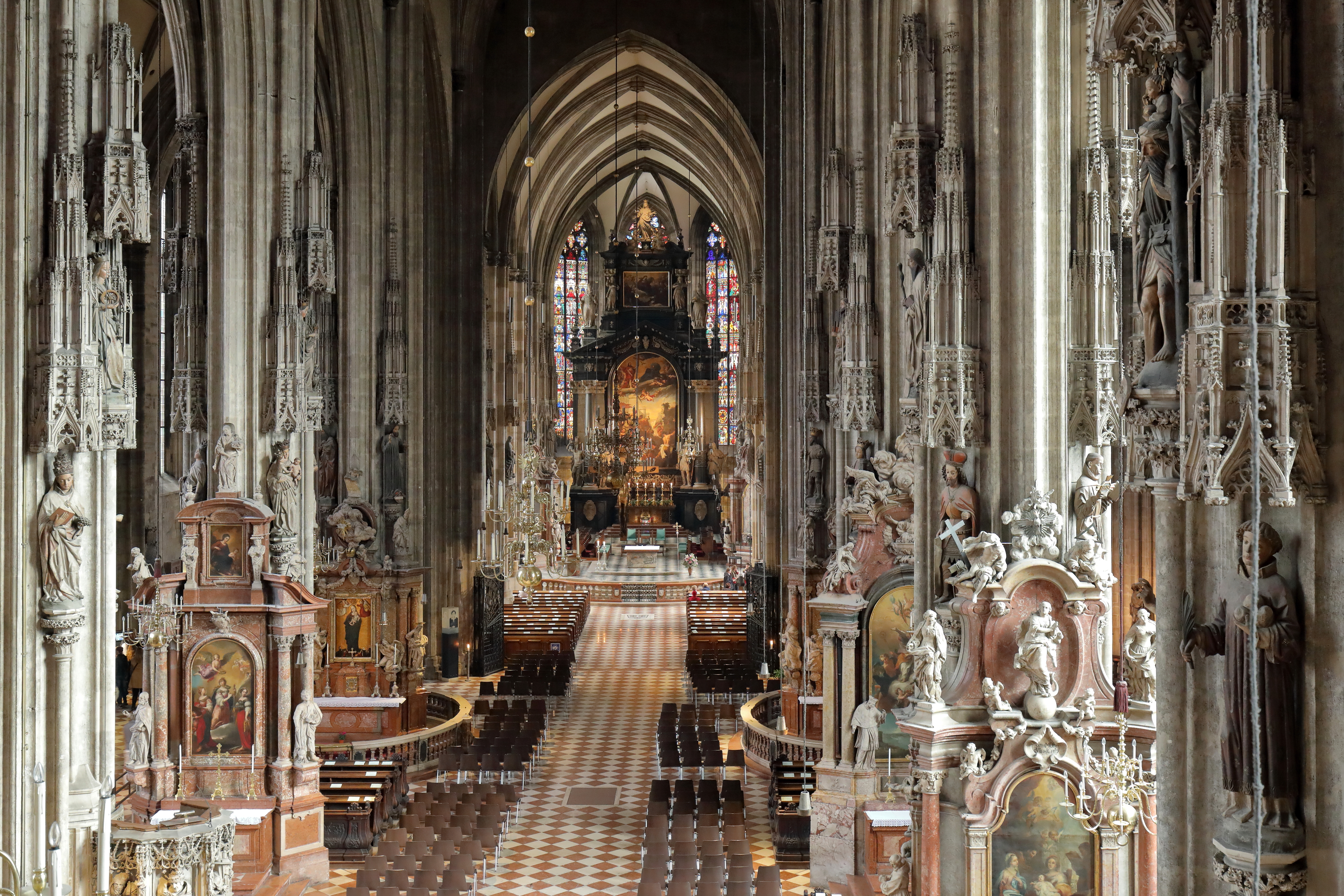
Stephansdom Hauptschiff Richtung Hochaltar „Foto: Bwag“

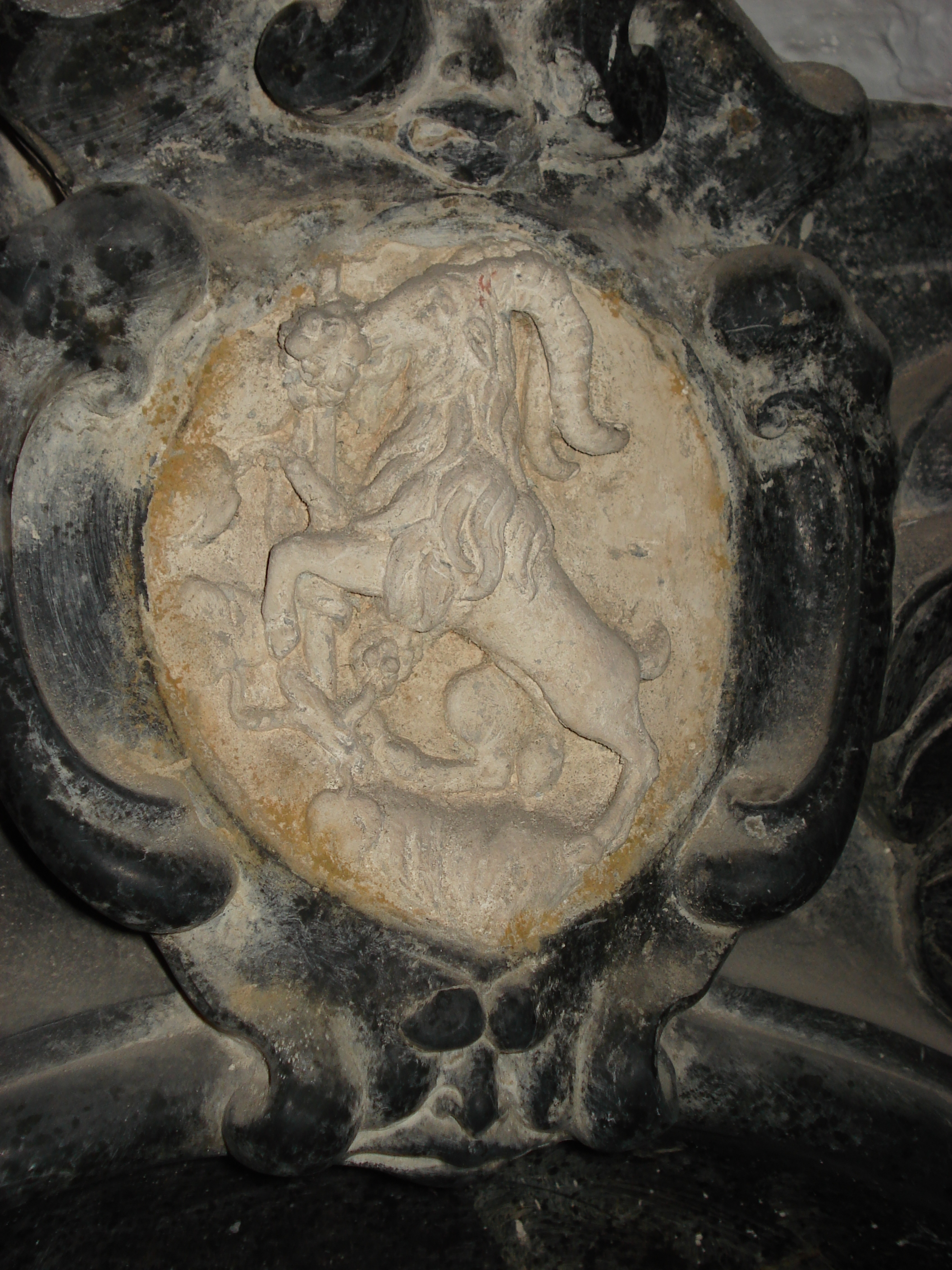
Familienwappen

Johann Jacob Pock (auch Jakob, * 1604 in Konstanz am Bodensee, damals dem habsburgischen Vorderösterreich eingegliedert; † 12. Februar 1651 in Wien) war ein deutscher Steinmetzmeister und Bildhauer sowie Obervorsteher der Wiener Bauhütte. Sein Bruder war der Maler Tobias Pock. Die Brüder Jacob und Tobias schufen mit dem Hochaltar im Dom zu St. Stephan in Wien ein monumentales Gesamtkunstwerk.

## Leben

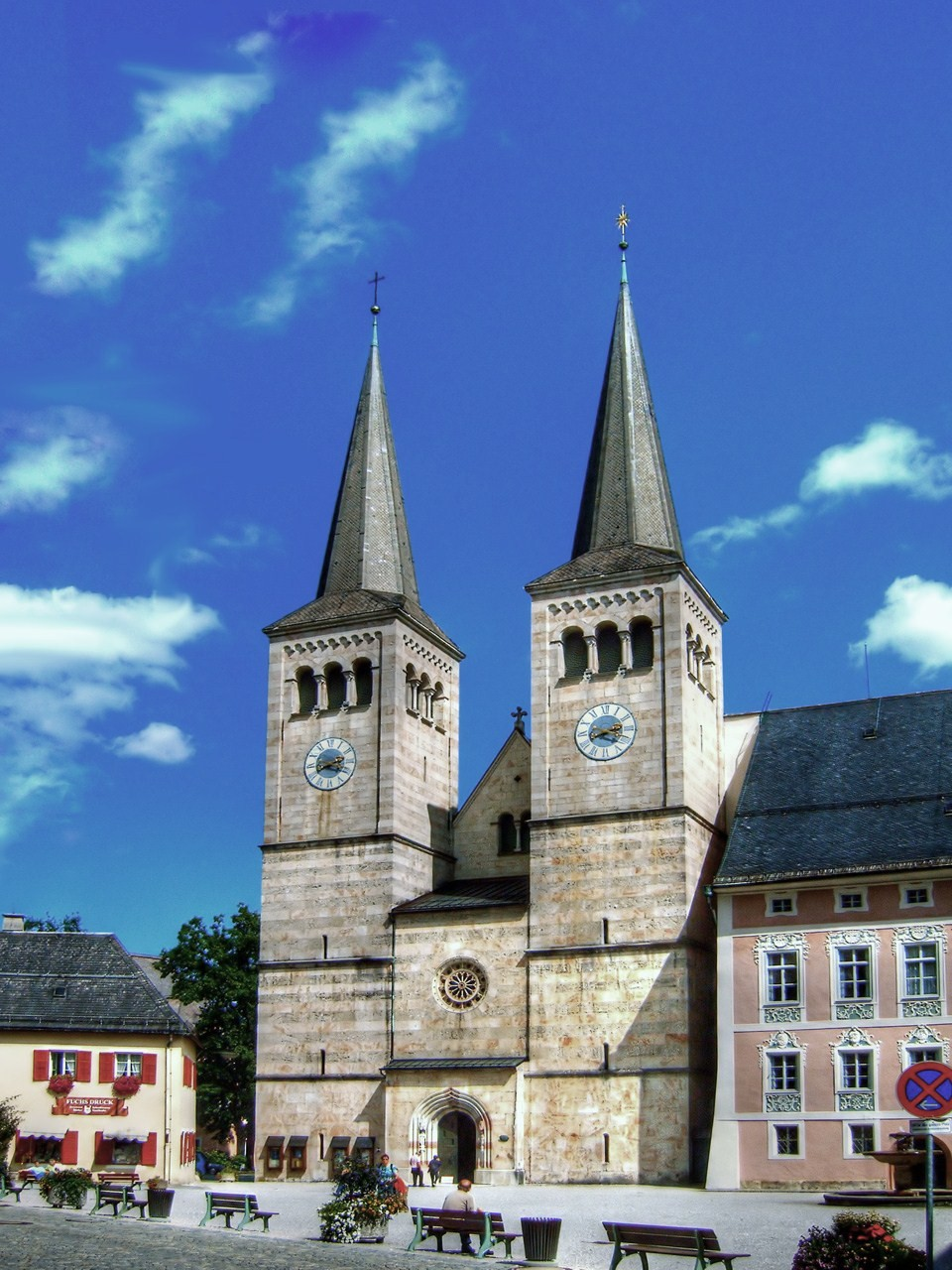
Berchtesgaden, Stiftskirche

Konstanz wurde im Zuge der Gegenreformation rekatholisiert. Die Stadt diente den Habsburgern als Bollwerk gegen eine weitere Expansion der Eidgenossenschaft nach Norden. Zur Festigung des katholischen Bewusstseins wurde mit einer Päpstlichen Bulle 1604 gegen Widerstände in der Stadt ein Jesuitenkolleg gegründet.

## Stiftskirche zu Berchtesgaden
Die ersten bekannten Werke aus seiner Hand sind zwei Epitaphe in der Stiftskirche Berchtesgaden, für J. B. von Berfall 1627 und Regina Haas 1629.
Der römisch-deutsche König und spätere Kaiser Ferdinand I. hatte schon 1551 die Jesuiten im Kampf gegen die Protestanten nach Wien beordert. Als Johann Jacob Pock in den 1630er Jahren in der Wiener Dombauhütte aufgenommen wurde, war die lutherische Lehre vertrieben und Wien wieder eine weitestgehend katholische Stadt. Ein dichtes Netz der religiösen Kontrollen ließ keine Schlupfwinkel und Ausweichmöglichkeiten für die Evangelischen mehr, aber dieses Netz unterzog in gleicher Weise auch die Katholiken einer noch nie dagewesenen Überwachung.

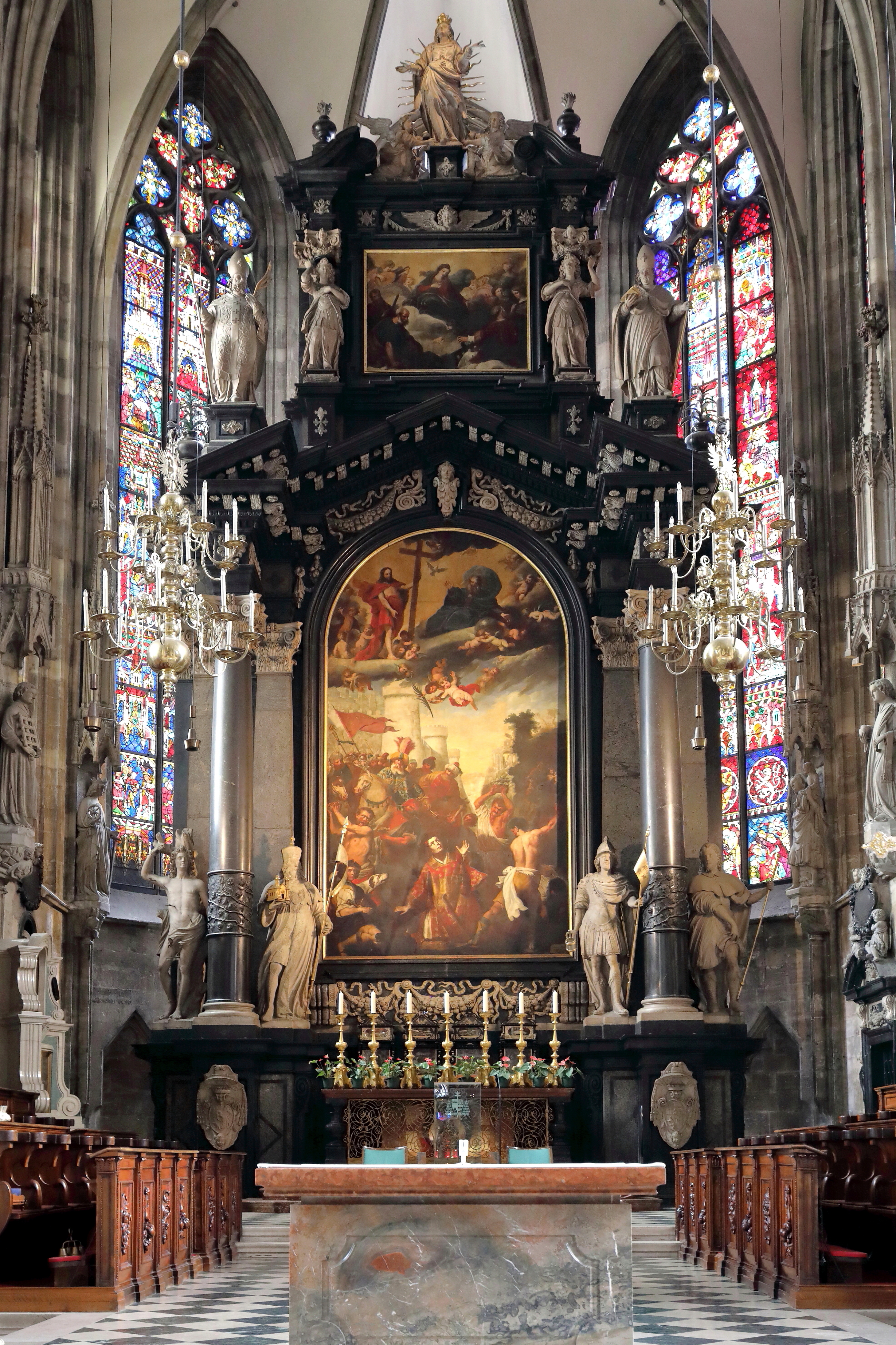
Hochaltar vom Wiener Stephansdom

## Schaffenszeit in Wien

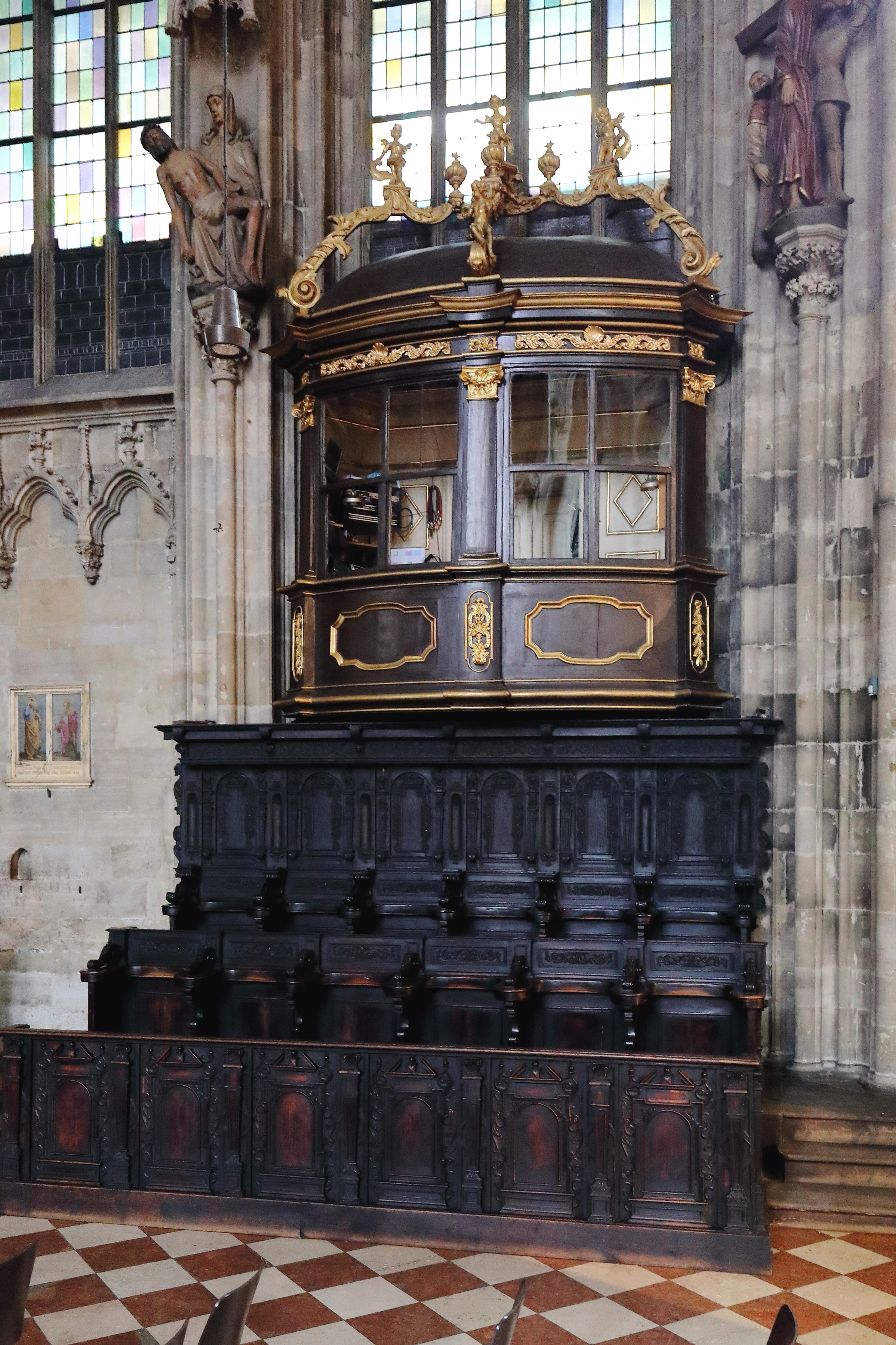
Kaiseroratorium

Pock war ab 1636 Mieter im Wibmerviertel (in Bereich Wipplingerstraße), dann Hauseigentümer im Schottenviertel. Die Steuerleistung lässt auf ein kleines Haus schließen.

### Hochaltar des Stephansdomes
Im Auftrag von Fürsterzbischof Philipp Friedrich von Breuner schuf er dieses Kunstwerk.
Am 6. Juni 1643 heiratete er Barbara Trostnerin, Witwe des Heinrich Trostner, Bürger und Steinhauer.

### Kaiserliches Oratorium
Sein zweites große vollendete Werk im Stephansdom war das im Jahre 1644 begonnene kaiserliche Oratorium, das im März 1646 abgeschlossen war.

### Mariensäule

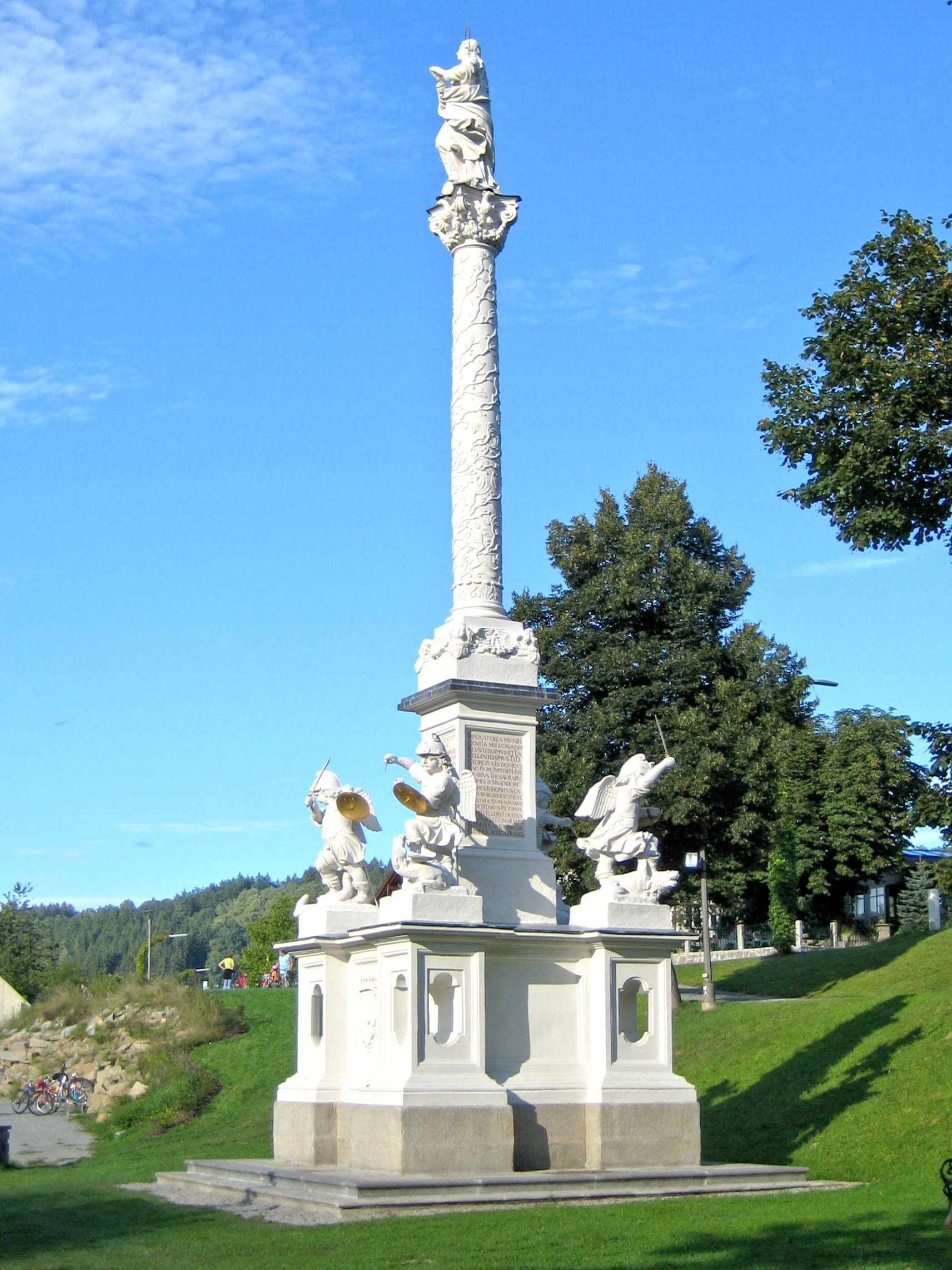
Mariensäule, ursprünglich Am Hof, ab 1667 in Wernstein am Inn

Als gegen Ende des Dreißigjährigen Krieges 1645 die schwedischen Truppen vor den Toren Wiens standen und drohten, die Stadt zu belagern, gelobte Kaiser Ferdinand III. die Errichtung einer großen Säule zu Ehren der Maria Immaculata, falls die Schweden abziehen würden. Dies geschah, und der Bildhauer Johann Jacob Pock erhielt den Auftrag, das Denkmal für den Platz Am Hof anzufertigen.
Im Jahre 1667 veranlasste Kaiser Leopold I. die Überführung des aus Sandstein und Granit gefertigten Denkmals nach Schloss Wernstein in Oberösterreich und ließ es durch eine bronzene Kopie ersetzten (siehe Mariensäule in Wien).

## Oberzechmeister der Wiener Bauhütte
Alljährlich wurde bei den Steinmetzen und Maurern die Wahl eines Zechmeisters im Dezember vorgenommen. Der Unterzechmeister rückte in das Amt des Oberzechmeisters nach. Pock war 1647/1647 Unterzechmeister, die Meister wählten ihn am 24. November 1647 für 1648 zum Oberzechmeister.

### Bausachverständiger beim Stift Klosterneuburg
Am 11. Januar 1648 unterzeichneten Abt Rudolph vom Stift Klosterneuburg und der kaiserliche Hofbildhauer Pietro Maino Maderno einen Vertrag über die endgültige Fertigstellung der 1642 beauftragten Arbeiten. Das waren der angefangene zweite Turm und Gewölbe im Kreuzgang, „wegen unverhoffter schwerer Kriegsläufe und beklemmter Zeiten halber“ unterbrochen. Anwesend waren Steinmetzmeister Johann Jacob Pock, Oberzechmeister der Wiener Bauhütte, und Architekt Filiberto Lucchese, die den Vertrag gegenzeichneten.

### Gestaltung des neuen Röhrenbrunnens (Grabenbrunnen)

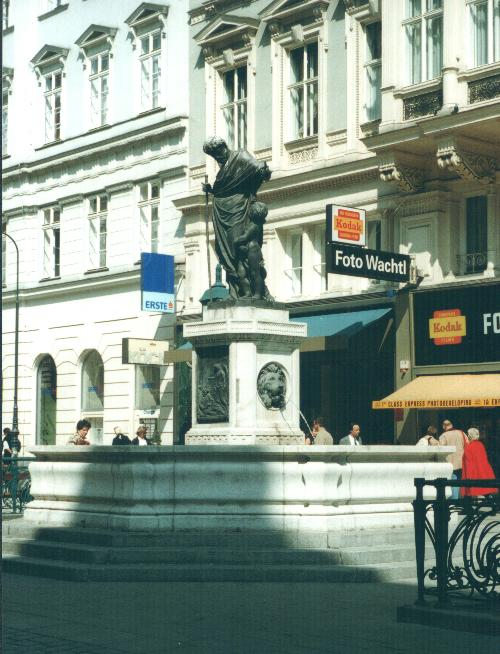
Der Grabenbrunnen heute

Am 18. Juni 1648 erhielt der Kaisersteinbrucher Steinmetzmeister Hieronymus Bregno, der zugleich Mitglied der Wiener Steinmetzbruderschaft war, 100 fl Anzahlung für einen neuen Brunnen am Graben in Wien. Sein Geselle war Francesco della Torre, der spätere Prager Hofsteinmetz. Am 14. Juni 1651 erfolgte, bereits nach Bregnos Tod, die Abrechnung. Herrn Richter im kaiserlichen Steinbruch Pietro Maino Maderno als Erbe wurde das Restgeld ausbezahlt.
Für diesen Brunnen hatte Meister Johann Jacob eine Jupiterstatue gestaltet, da er inzwischen verstorben war, bekam seine Witwe Barbara die restlichen 509 fl ausbezahlt.

## Sein Tod und eine Epitaph im Schottenstift
Der Meister starb am 12. Februar 1651. In das Totenprotokoll trug man ein: „Hannß Jacob Pockh bildhauer und steinmez in gemainem statthauß in tieffen graben ist an der windtwasserßucht verschieden, alt 47jahr.“
Inmitten berühmter Adelsgeschlechter fand Hans Jacob Pock im Schottenstift seine letzte Ruhestätte. Das Monument (173 × 83 cm) besteht aus einem vertieften Oval, aus dieser Umrahmung tritt die Büste des Meisters markant und zielbewusst hervor. Die Büste selbst ist aus Untersberger Marmor ausgeführt und stammt sicher aus der Werkstätte des verstorbenen Meisters. Über seinem Haupte ein springender Bock, der sich an den Blättern einer Pflanze gütlich tut. Darunter befindet sich der Kopf eines gehörnten Bockes mit dem ausgespannten Fell eines Bockes, eine nochmalige Anspielung auf seinen Namen.
| Der Text der Inschrift | Epitaph |
| --- | ------- |
| Mein lieber Leser, steh hie still, Vernimm was ich Dir sagen will. Hie ligt begraben ein wackrer Mann, Hanns Jakob Bock das war sein Nam Ein Steinmetz, Bildhauer nach der Kunst, Sein Arbeit bracht Ihm Ehr vnd Gunst Bey Sanct Stephan der Hoch Altar, Die Saul auffm Hof sein werk auch war Der Tod der auch den Künstler Preyss Ja Niemand zu verschonen waiss Riss ihm hinweg auss dieser Welt, als man Sechs hundert Ein und fünfzig zeltt, Er starb den zwölften Februar, Seins Alters Sibn und Viertzig Jahr. – Sein Nachfahr Treu inn Eh und Rhum, Macht Ihm diss Epitaphium Diss Bild gibt Dir Sein Conterfey. Die Bockshaut den Zunam dabey Der Güttig Gott Ihm gnädig sey, Ein frölich Urständ auch verleih. |         |

Die hinterlassene Witwe führte den Steinmetzbetrieb noch bis zum Jahre 1653 weiter. Ihr folgte dann in die Hütte, die in der Roßau gelegen war, der Dombaumeister zu St. Stephan Adam Haresleben.